# Synclita
Synclita is een geslacht van vlinders van de familie grasmotten (Crambidae), uit de onderfamilie Nymphulinae.

## Soorten
- S. atlantica Munroe, 1972
- S. gurgitalis Lederer, 1863
- S. melanolepis Hampson, 1919
- S. occidentalis Lange, 1956
- S. tinealis Munroe, 1972